# Gustavo Mollajoli
Gustavo Mollajoli (Federación, Entre Ríos, Argentina; 1935-Buenos Aires, Argentina; 12 de marzo de 2019) fue un bailarín, director de baile y coreógrafo argentino de larga trayectoria.

## Carrera
Se formó profesionalmente con Jorge Tomín, Wasil Tupin y María Ruanova, entre otros. Fue, entre otras cosas, dos veces director del Ballet del Teatro Colón y también del Teatro Argentino de La Plata, primer bailarín del Teatro Colón e integrante de compañías internacionales en Estados Unidos y Europa: la Ópera de Lyon, el Ballet de Dallas, el Ballet Real de Wallonie, entre otros.
Desde 1990 hasta 1997 fue maestro de ballet del extraordinario Grupo Corpo, la más importante compañía de danza contemporánea de Brasil. En 1985 creó para Julio Bocca y Raquel Rossetti un dúo sobre música de Astor Piazzolla con el que la pareja participó en el Concurso de Moscú: fue allí que Bocca ganó la medalla de oro que dio pie a su popular carrera.
Mollajoli amplió el repertorio del Ballet del Colón con obras de diferentes períodos y de diferentes lenguajes coreográficos, lo que significa una gran política artística. Trajo el precioso Don Quijote de Zarko Prebil y la exquisita La Sylphide de Pierre Lacotte. Montó su versión de Las mil y una noches en el desierto, por encargo del Sha de Irán. 
Hizo su propia versión de diferentes clásicos, como Coppelia, Giselle y Souvenir de Florencia, entre otros.
En su apogeo como bailarín integrante fijo del personal del Teatro Colón compartió escenario con otros grandes de la danza como Norma Fontenla y José Neglia,  primeros bailarines quienes fallecieron prematuramente en un accidente aéreo en 1971, y de Olga Ferri. Manejó un registro amplió que fue desde El lago de los cisnes hasta La consagración de la primavera, de Oscar Araiz. 
En 1985, fue nombrado socio honorario del Consejo Argentino de la Danza dependiente del Consejo Internacional de la UNESCO y Miembro permanente de la Asociación Iberoamericana de Especialistas en Ballet.

## Fallecimiento
El bailarín Gustavo Mollajoli falleció el martes 12 de marzo de 2019 a los 84 años de edad tras un paro cardíaco. Hacía cerca de dos años había perdido una pierna a raíz de una afección circulatoria.